# Жинишкекум
Жинишкекум (каз. Жіңішкеқұм) — село в Аральском районе Кызылординской области Казахстана. Расположено на территории Улытауского района Карагандинской области. Административный центр Атаншинского сельского округа. Код КАТО — 433232100.

## Население
В 1999 году население села составляло 453 человека (240 мужчин и 213 женщин). По данным переписи 2009 года, в селе проживали 303 человека (156 мужчин и 147 женщин).